# 4e cérémonie des César
La 4e cérémonie des César du cinéma - dite aussi Nuit des César - récompensant les films sortis en 1978, s'est déroulée le 3 février 1979 à la salle Pleyel.
Elle fut présidée par Charles Vanel et retransmise sur Antenne 2, présentée par Pierre Tchernia.

## Présentateurs et intervenants
- Robert Enrico, président de l'Académie des arts et techniques du cinéma
- Charles Vanel, président de la cérémonie
- Francis Huster, Jean Poiret, Jean-Claude Brialy, Peter Ustinov, maîtres de cérémonie
- Gina Lollobrigida, invitée d'honneur

## Palmarès

### César du meilleur film
- L'Argent des autres de Christian de Chalonge
  - Le Dossier 51 de Michel Deville
  - Molière d'Ariane Mnouchkine
  - Une histoire simple de Claude Sautet

### César du meilleur film étranger
- L'Arbre aux sabots d'Ermanno Olmi
  - Julia de Fred Zinnemann
  - Sonate d'automne d'Ingmar Bergman
  - Un mariage de Robert Altman

### César du meilleur acteur
- Michel Serrault pour La Cage aux folles
  - Claude Brasseur pour Une histoire simple
  - Jean Carmet pour Le Sucre
  - Gérard Depardieu pour  Le Sucre

### César de la meilleure actrice
- Romy Schneider pour Une histoire simple
  - Anouk Aimée pour Mon premier amour
  - Annie Girardot pour La Clé sur la porte
  - Isabelle Huppert pour Violette Nozière

### César du meilleur acteur dans un second rôle
- Jacques Villeret pour Robert et Robert
  - Michel Serrault pour L'Argent des autres
  - Jean Carmet pour Le Sucre
  - Claude Brasseur pour Une histoire simple

### César de la meilleure actrice dans un second rôle
- Stéphane Audran pour Violette Nozière
  - Nelly Borgeaud pour Le Sucre
  - Arlette Bonnard pour Une histoire simple
  - Eva Darlan pour Une histoire simple

### César du meilleur réalisateur
- Christian de Chalonge pour L'Argent des autres
  - Ariane Mnouchkine pour Molière
  - Claude Sautet pour Une histoire simple
  - Michel Deville pour Le Dossier 51

### César du meilleur scénario original ou adaptation
- Gilles Perrault et Michel Deville pour Le Dossier 51
  - Christian de Chalonge et Pierre Dumayet pour L'Argent des autres
  - Georges Conchon et Jacques Rouffio pour Le Sucre
  - Jean-Loup Dabadie et Claude Sautet pour Une histoire simple

### César de la meilleure musique originale
- Georges Delerue pour Préparez vos mouchoirs
  - Antoine Duhamel pour La Chanson de Roland
  - Pierre Jansen pour Violette Nozière
  - Philippe Sarde pour Une histoire simple

### César de la meilleure photographie
- Bernard Zitzermann pour Molière
  - Néstor Almendros pour La Chambre verte
  - Jean Boffety pour Une histoire simple
  - Pierre Lhomme pour Judith Therpauve

### César des meilleurs décors
- Guy-Claude François pour Molière
  - Jacques Brizzio pour Violette Nozière
  - François de Lamothe pour  One, Two, Two : 122, rue de Provence
  - Théobald Meurisse pour Sale Rêveur

### César du meilleur son
- William-Robert Sivel pour L'État sauvage
  - Harald Maury pour Judith Therpauve
  - Alix Comte pour Molière
  - Pierre Lenoir pour Une histoire simple

### César du meilleur montage
- Raymonde Guyot pour Le Dossier 51
  - Henri Lanoë pour Un papillon sur l'épaule
  - Jean Ravel pour L'Argent des autres
  - Geneviève Winding pour L'État sauvage

### César du meilleur court métrage d'animation
- La Traversée de l'Atlantique à la rame de Jean-François Laguionie
  - L'Anatomiste d'Yves Brangoleau
  - Le Phénomène de Paul Dopff

### César du meilleur court métrage de fiction
- Dégustation maison de Sophie Tatischeff
  - Jeudi 7 avril de Peter Kassovitz
  - Le Chien de M. Michel de Jean-Jacques Beineix
  - L'Ornière de François Dupeyron

### César du meilleur court métrage documentaire
- L'Arbre vieux de Henri Moline
  - Chaotilop de Jean-Louis Gros
  - Tibesti too de Raymond Depardon

### César d'honneur
- Marcel Carné, Walt Disney, Charles Vanel

## Palmarès des meilleurs films français depuis 1929
À l'occasion des 50 ans du cinéma parlant, un référendum[Lequel ?] désigne les meilleurs films français :
1. Les Enfants du paradis de Marcel Carné
2. La Grande Illusion de Jean Renoir
3. Casque d'Or de Jacques Becker
4. La Règle du jeu de Jean Renoir
5. La Kermesse héroïque de Jacques Feyder
6. Jeux interdits de René Clément
7. Le Quai des brumes de Marcel Carné
8. Le Salaire de la peur de Henri-Georges Clouzot